# Ansfelden
Ansfelden – miasto w Austrii, w kraju związkowym Górna Austria, w powiecie Linz-Land. Leży na południe od miasta Linz. Liczy 15822 mieszkańców (2015).

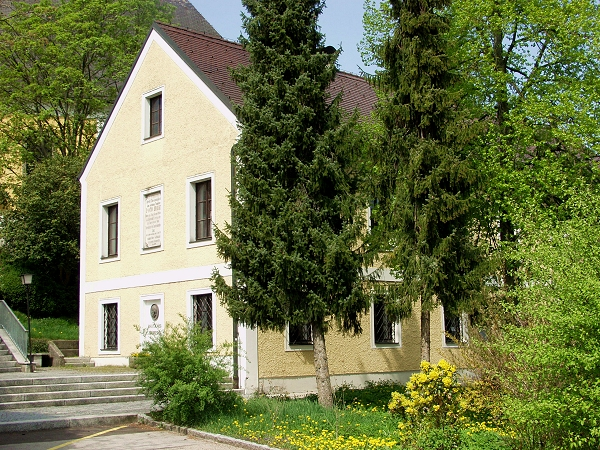
Dom w którym urodził się Anton Bruckner

W mieście tym urodził się i wychowywał kompozytor i organista Anton Bruckner. W roku 1996, w setną rocznicę śmierci artysty otwarto „Centrum Antona Brucknera” Anton Bruckner Centrum (ABC). Skrót ten odwołuje się nie tylko do inicjałów artysty, lecz symbolizuje również fakt, iż Bruckner pracował jako nauczyciel muzyki.
Na cześć kompozytora powstał również szlak wędrowny o nazwie „Sinfonie-Wander-Weg”, który prowadzi od domu urodzin kompozytora w centrum miasta, przez łąki i lasy do sąsiedniej miejscowości St. Florian. Znajduje się tam opactwo, gdzie Bruckner początkowo śpiewał w chórze chłopięcym, później uczył się, a następnie zaczął pracować jako organista. Chociaż Bruckner zmarł w Wiedniu, pochowany jest w krypcie w klasztorze św. Floriana, obok swoich ulubionych organów.
W herbie miasta znajdują się piszczałki organowe, nawiązujące do Antona Brucknera, biała wstęga reprezentuje rzeki Traun i Krems oraz koło zębate reprezentujące przemysł.